# Linea Chōkai Sanroku
La linea Chōkai Sanroku (鳥海山ろく線?, Chōkai Sanroku-sen) è una linea ferroviaria regionale a scartamento ridotto della prefettura di Akita e attraversa un'area poco urbanizzata dell'entroterra. Si distacca dalla stazione di Ugo-Honjō e raggiunge presso la stazione di Yashima, la parte interna della città sparsa di Yurihonjō.

## Servizi
Sulla linea vengono effettuate 14 coppie di treni al giorno che coprono tutto il percorso e fermano a tutte le stazioni.

## Stazioni
- Tutte le stazioni si trovano nella città di Yurihonjō nella prefettura di Akita
- I treni possono incrociarsi presso la stazione di Maegō

| Stazione      | Giapponese | Distanza interst. | Distanza totale | Collegamenti           |
| ------------- | ---------- | ----------------- | --------------- | ---------------------- |
| Ugo-Honjō     | 羽後本荘駅 | -                 | 0.0             | Linea principale Uetsu |
| Yakushidō     | 薬師堂駅   | 2.2               | 2.2             |                        |
| Koyoshi       | 子吉駅     | 2.3               | 4.5             |                        |
| Ayukawa       | 鮎川駅     | 2.9               | 7.4             |                        |
| Kurosawa      | 黒沢駅     | 2.1               | 9.5             |                        |
| Magarisawa    | 曲沢駅     | 0.8               | 10.3            |                        |
| Maegō         | 前郷駅     | 1.4               | 11.7            |                        |
| Kubota        | 久保田駅   | 1.9               | 13.6            |                        |
| Nishitakisawa | 西滝沢駅   | 2.1               | 15.7            |                        |
| Yoshizawa     | 吉沢駅     | 1.4               | 17.1            |                        |
| Kawabe        | 川辺駅     | 3.0               | 20.1            |                        |
| Yashima       | 矢島駅     | 2.9               | 23.0            |                        |